# Багаев, Александр Александрович
Александр Александрович Багаев (род. 17 апреля 1985) — российский футболист, нападающий.
В 2002 году играл за любительскую команду «Приморец» Санкт-Петербург. В марте — мае 2003 года провёл четыре матча в команде первого дивизиона «Динамо-СПб», во всех играх выходил в конце встречи. Остаток сезона отыграл в команде КФК «Приозерск-Динамо». Два сезона провёл в командах второго дивизиона — «Салют-Энергия» Белгород (2004, 10 матчей) и «Волга» Тверь (2005, аренда, два матча). Играл в низших лигах Финляндии за «Оулу» и «Терварит» (2006), «Кеми Кингс» (2007). В 2006 году также выступал в чемпионате Санкт-Петербурга за «Руан». В 2008 году в составе клуба «Тараз» стал победителем первой лиги Казахстана и в следующем сезоне сыграл 20 матчей, забил два гола в высшей лиге. Затем играл в первом дивизионе России за «СКА-Энергия» и «Иртыш» Омск (2010) и во втором дивизионе за «Челябинск» (2011/12), был игроком замены.